# Équipe de Corée du Sud de rugby à sept
L'équipe de Corée du Sud de rugby à sept est l'équipe qui représente la Corée du Sud dans les principales compétitions internationales de rugby à sept, notamment au sein de la série mondiale.

## Histoire
L'équipe est invitée à disputer le tournoi principal des Hong Kong Sevens 2016 en tant que 16e participant. L'invitation est renouvelée en 2020 lors du tournoi de Los Angeles.

## Palmarès
- Tournoi du Sri Lanka de rugby à sept (en)
  - Vainqueur : 1999 (en), 2006 (en).